# 金色岩石
《金色岩石》（英語：Golden Rock）是荷兰在加勒比地区的属地圣尤斯特歇斯的地区颂歌。这首歌由皮特·A·范登·霍弗尔作曲。歌词是配合泽兰省省歌的曲调创作的，该曲调最初由扬·莫克斯于1919年谱写。2004年7月29日，岛屿委员会确认这首歌为地区颂歌；2010年10月8日，正式批准。